# تیتی گوش‌سفید
تیتی گوش‌سفید (نام علمی: Callicebus donacophilus) نام یک گونه از سرده تیتی است.